# There for You (canción de Flyleaf)
«There for You» es el sexto sencillo de la banda estadounidense Flyleaf y su último de su álbum homónimo  Flyleaf, la canción no contiene vídeo musical. Es el segundo sencillo más famoso de la banda pues el primero es All Around Me.

## Representaciones
La canción fue interpretada regularmente en muchas de las giras de la banda, incluida su cabeza de cartel de las giras de “Justice and Mercy”, que tuvo lugar en principios y mediados de 2007. 
La canción fue el tema para clausurar las últimas giras de la banda. En el sencillo fue acompañada con una versión en vivo de “How He Loves”.

## Listas
El sencillo estuvo en la lista cristiana Radio & Records, donde alcanzó el número 27 en la semana del 6 de abril de 2009.